# Provinz Treviso
Die Provinz Treviso (venetisch Provincia de Trevixo, italienisch Provincia di Treviso) liegt in Nordostitalien in der Region Venetien (Vèneto/Veneto). Sie ist 2477 km² groß und hat, verteilt auf 94 Gemeinden, 879.388 Einwohner (Stand 31. Dezember 2023). Verwaltungssitz der Provinz ist die Stadt Treviso.
Die Provinz grenzt im Norden an die Provinz Belluno, im Osten an Friaul-Julisch Venetien, im Süden an Venedig und Padua und im Westen an Vicenza.

## Größte Gemeinden
(Stand: 31. Dezember 2023)
| Gemeinde               | Einwohner |
| ---------------------- | --------- |
| Treviso                | 85.322    |
| Conegliano             | 34.471    |
| Castelfranco Veneto    | 33.057    |
| Montebelluna           | 31.309    |
| Vittorio Veneto        | 27.210    |
| Mogliano Veneto        | 27.903    |
| Paese                  | 22.137    |
| Oderzo                 | 20.160    |
| Villorba               | 17.571    |
| Preganziol             | 16.773    |
| Vedelago               | 16.595    |
| Roncade                | 14.612    |
| Casale sul Sile        | 13.101    |
| San Biagio di Callalta | 12.705    |
| Ponzano Veneto         | 13.005    |
| Spresiano              | 12.328    |
| Pieve di Soligo        | 11.563    |
| Susegana               | 11.718    |
| Casier                 | 11.423    |
| Carbonera              | 11.252    |
| Riese Pio X            | 10.926    |
| Motta di Livenza       | 10.686    |
| Trevignano             | 10.713    |
| Valdobbiadene          | 9955      |